# Juhász Judit (színművész)
Juhász Judit (Miskolc, 1969. augusztus 14.) magyar színésznő.

## Életpályája
1992-ben végzett a Színház- és Filmművészeti Főiskolán, Kerényi Imre osztályában, majd a Nemzeti Színház társulatához szerződött. 2000-től a Pesti Magyar Színház művésze volt. 1994-ben megkapta a Gyulai Várszínház nívódíját, 1998-ban Rajz János-díjjal ismerték el művészetét. 2005 óta Ausztráliában él. 

## Fontosabb színpadi szerepek
- Shakespeare: Szentivánéji álom (Heléna); Macbeth (Első boszorkány); III. Richárd (Lady Anna); Hamlet (Ophélia); Lear király (Goneril); Othello (Desdemona)
- Katona József: Bánk bán (Melinda)
- Hubay: Ők tudják, mi a szerelem (Lou-lou, az unoka)
- Szép Ernő: Kávécsarnok (Rozi)
- Szigligeti: Liliomfi (Erzsi, Kányai lánya)
- Gyurkovics–Dörner: Császármorzsa (Kati)
- Csíksomlyói passió (Ancilla)
- Sarkadi: Oszlopos Simeon (Zsuzsi)
- Kacsóh Pongrác: János vitéz (Francia királylány)
- Szomory–Marton: Bella
- Móricz: Nem élhetek muzsikaszó nélkül (Veronika)
- Gibson: Libikóka (Gittel Mosca)
- Kipling–Geszti: A dzsungel könyve (Bagira)
- Schöpflin−Herczeg: Majomszínház (Glória)
- Tennessee Williams: Az ifjúság édes madara (Lucy)
- O’Casey: A nyugati világ bajnoka (Peegen Mike)
- Leigh–Wasserman–Darion: La Mancha lovagja (Házvezetőnő)
- Molière: A nők iskolája (Georgette)
- Pozsgai–Csiszár: Arthur és Paul (Leni)
- Huszka: Bob herceg (Viktória hercegnő)

## Filmszerepek
- Téltől tavaszig (1983)
- Hölgyek és urak (1991)
- Kutyakomédiák (1992)
- Halál sekély vízben (1994)
- Európa messze van (1994)
- Öregberény (1994-1995)
- Ők tudják, mi a szerelem (1998)
- 7-es csatorna (1999)
- A Ház emlékei (2002)
- Jómodor@huú (2004)

## Szinkronszerepek
Sorozatok
- Acapulco szépe-Isabel Chabela-Frances Ondiviela
- Air Amerika-Alison Stratton-Diana Barton
- Angela (teleregény)-Ximena Chávez-Patricia Navidad
- Az elnök emberei-Amy Gardner-Mary-Louise Parker
- Az ígéret földje-Claire Greene-Wendy Phillips
- Az ügyosztály-Captain Kaitlyn-Bonnie Bedelia
- Bír-lak-Linda Stratton-Karen Kopins
- Central Park West-Stephanie Wells-Mariel Hemingway
- Dögös doki-Kirsten-Doon Mackichan
- Esperanza-Mara Montalbán-Alejandra Procuna
- Észak és Dél-Burdetta Halloran-Morgan Fairchild
- Férjek gyöngye-Carrie Heffernan-Leah Remini
- Herkules-Xena-Lucy Lawless
- Jóbarátok-Mona-Bonnie Somerville
- Jóbarátok-Cassie Geller-Denise Richards
- Julieta (televíziós sorozat)-Marissa Cervantes-Luz María Jerez
- Kórház a város szélén, 20 év múlva-Mása-Nada Konvalinková
- María (teleregény, 1995)-Cecilia-Frances Ondiviela
- Medicopter 117 - Légimentők-Clarissa Wenning-Konstanze Breitebner
- Nehéz ügy-Susan Taylor-Tara Morice
- Pacific Blue-Cory McNamara-Paula Trickey
- Providence-Dr. Sydney Hansen-Melina Kanakaredes
- Szerelem a Hohenstein-kastélyban-Carla Roth-Gudrun Langrebe
- Szeretők és riválisok-Roxana Brito de de la O-Joana Benedek
- Tiltott szerelem (teleregény)-Esperanza Salvat-Alba Roversi
- Vad angyal-Carolina Domínguez-Lorena Meritano
- Vágyrajárók-Billie Frank-Sherilyn Fenn

 Filmek
- A császárok klubja-Elizabeth-Embeth Davidtz
- A nő ötször-Kathy Faber-Amy Brenneman
- A pénz boldogít-Molly Richardson-Olivia d`Abo
- A profi-Jeanne Baumont-Elisabeth Margoni
- Airplane 2.- A folytatás-Elaine Dickinson-Julie Hagerty
- Álmomban már láttalak-Caroline Lane-Natasha Richardson
- Bad Boys - Mire jók a rosszfiúk?-Lois Fields-Heather Davis
- Bazi nagy latin lagzi-Catalina-Laura Harring
- Bean - Az igazi katasztrófafilm-Bernice Schimmel-Sandra Oh
- Betépve-Ermine Jung-Rachel Griffiths
- Beverly Hills-i zsaru-Janice-Theresa Randle
- Billy Madison - A dilidiák-Veronica Vaughn-Bridgette Wilson
- Életem szerelme-Georgie-Debi Mazar
- Fegyvere van, veszélyes-Vicki-K.C. Winkler
- Fehér leander-Claire Richards-Renée Zellweger
- Fészkes fenevadak-Cub Felines-Carey Lowell
- Iris - Egy csodálatos női elme-Fiatal Janet Stone-Juliet Aubrey
- K-PAX - A belső bolygó-Claudia Villars-Alfre Woodard
- Lóvátett lovagok-Katherine-Emily Mortimer
- Mindenütt jó-Carol-Bonnie Bedelia
- Mindenütt nő-Dorothea-Mary Lynn Rajskub
- Párosban a városban-Sheena-Cynthia Nixon
- Sztárom a párom-Bella-Gina McKee
- Végső állomás-Valerie Lewton-Kristen Cloke